# Laura Lacarra
Laura Lacarra Arcos (Zaragoza, 1986) es una ingeniera informática española especializada en Software y Data Engineering  En 2019, fue seleccionada por la revista Business Insider como una de las 23 jóvenes que lideraría la revolución tecnológica. También ha sido una de los 25 "Gentes de valor" de Telefónica y fue nominada como "Advocate of the Year" en los premios Women In IT Awards Dublin 2019.

## Trayectoria
Estudió Ingeniería Informática en la Universidad de Zaragoza (UNIZAR), y, como proyecto de fin de carrera, diseñó un sistema de teleasistencia, AsisT, que finalmente se comercializó en centros como el 112 del Ayuntamiento de Pamplona. En los últimos años, se ha especializado en arquitecturas BI & Big Data en Telefónica España. Durante su tiempo en Telefónica, ha colaborado en la creación del catálogo TELCO (administración de ofertas, productos y servicios de Movistar) y servicios de la televisión como el buscador y recomendandor de la plataforma Movistar+. Actualmente trabaja en proyectos Big Data de análisis de red que incluyen las redes móviles de 4G y 5G.
Como Ingeniera Informática, ha vivido la evolución de los sistemas en la nube hasta el punto de ser imprescindible en su día a día. Ha asumido la cultura del software libre y su foco en contribuir a la comunidad como un estilo de vida. Además, dedica sus esfuerzos en promover iniciativas que ayudan a visibilizar a las mujeres en el ámbito de la tecnología como Mulleres Tech en Zaragoza (una comunidad sin ánimo de lucro creada en Aragón de la que ella es cofundadora), y eventos como Women Techmakers (iniciativa promovida a nivel global por Google de la que también Lacarra es cofundadora). También ofrece conferencias sobre programación a alumnas y alumnos de distintas edades junto a la iniciativa 11 de Febrero, relacionada con el Día Internacional de la Mujer y la Niña en la Ciencia.
Estuvo colaborando en la comunidad Cachirulo Valley (grupo de voluntarios que promueve el ecosistema emprendedor y tecnológico en Aragón, a través de actividades gratuitas, talleres y conferencias), donde le surgió la idea de crear comunidades para mujeres en tecnología, y en la comunidad de desarrolladores Betabeers. Así, desde el 2014 coorganiza el evento Startup Open Space Zaragoza que impulsa el ecosistema de startups a nivel nacional.
Asimismo ejerce como mentora en el programa de mentoring de Tech SHEssions, cuyo objetivo es reducir la brecha de género en las conferencias tecnológicas.

## Reconocimientos
En 2019, fue seleccionada por la revista Business Insider como una de los 23 jóvenes que lideraría la revolución tecnológica y una de las 29 mujeres españolas menores de 35 años llamadas a liderar el futuro. También en 2019, Lacarra fue la única española nominada en los premios Women In IT Awards Ireland. En 2020, fue reconocida por Mujer Hoy en la Generación Next, como mujer a liderar en ciencias y tecnología.
En septiembre de 2022, Lacarra fue incluida en la lista Los 100 más creativos en el mundo de los negocios de la revista Forbes.
En octubre de 2023, el Ayuntamiento de Zaragoza, a propuesta de la alcaldesa Natalia Chueca, otorga a Lacarra el título de Zaragozana ejemplar 2023, por su papel destacado entre las profesionales STEM como especialista en Big Data, así como por su labor divulgadora en el ámbito digital.